# لوئیس کوری
لوئیس کوری (انگلیسی: Louise Currie؛ ۷ آوریل ۱۹۱۳ – ۸ سپتامبر ۲۰۱۳) یک هنرپیشه اهل ایالات متحده آمریکا بود. وی بین سال‌های ۱۹۴۰ تا ۱۹۵۶ میلادی فعالیت می‌کرد.